# Estaurolita
La estaurolita es un mineral del grupo VIII (silicatos), según la clasificación de Strunz, de color rojo oscuro tirando a negro, mayormente opaco, con raya de color blanco a grisáceo. Cristaliza en forma de cristales rómbicos. Su dureza en la escala de Mohs oscila entre 7 y 7.5 y su fórmula química completa es (Fe2+,Mg,Zn)2Al9(Si,Al)4O22OH2.
Las concentraciones de hierro, magnesio y cinc no se encuentran siempre en la misma medida.
La estaurolita es un mineral metamórfico que se forma por metamorfismo regional. Este mineral se forma por la fusión de granates, micas y cianita, además de otros minerales metamórficos.
Fue descrito en 1792 por el mineralogista francés  Jean-Claude Delamétherie, quien le dio el nombre de staurolite, del griego σταυρός stauros ("pica para una cerca", "pica de tortura", de donde "cruz") derivado de la raíz indoeuropea sta ("estar  de pie"), con el sufijo litos que significa "piedra". Este nombre hace referencia a la simetría que presenta la estaurolita, que es su rasgo más característico. René Just Haüy  intentó renombrarlo como staurotida, pero se reconoció la prioridad de Delametherie.

## Propiedades
Una propiedad especial de la estaurolita es que en ocasiones se encuentra cristalizada de manera simétrica, puede presentar  macla penetrativa formando ángulos de 60° y 90°. Los cristales macroscópicos tienen forma prismática. A veces son más grandes que los minerales que se encuentran a su alrededor.